# Pizzasnijder

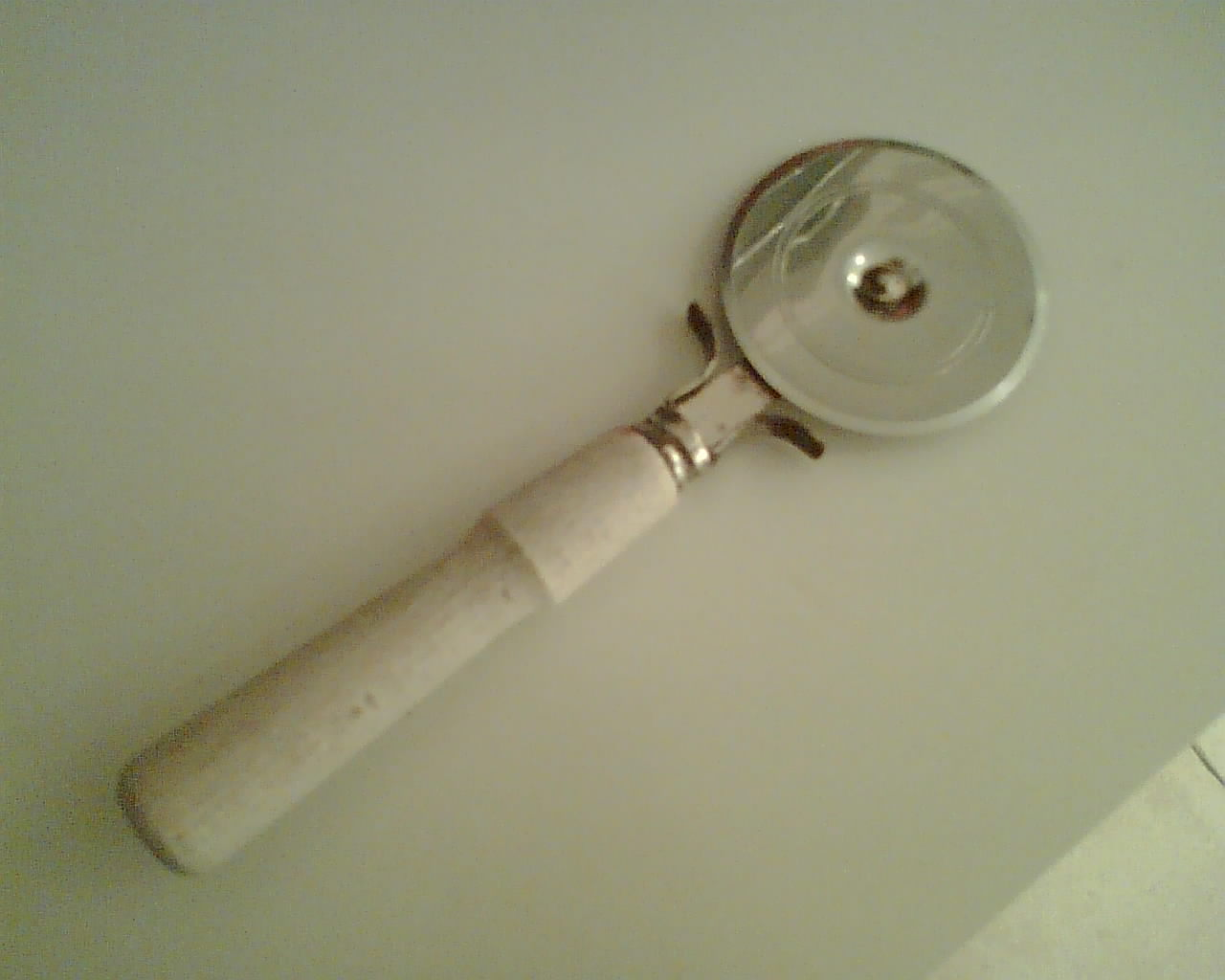
Een pizzasnijder

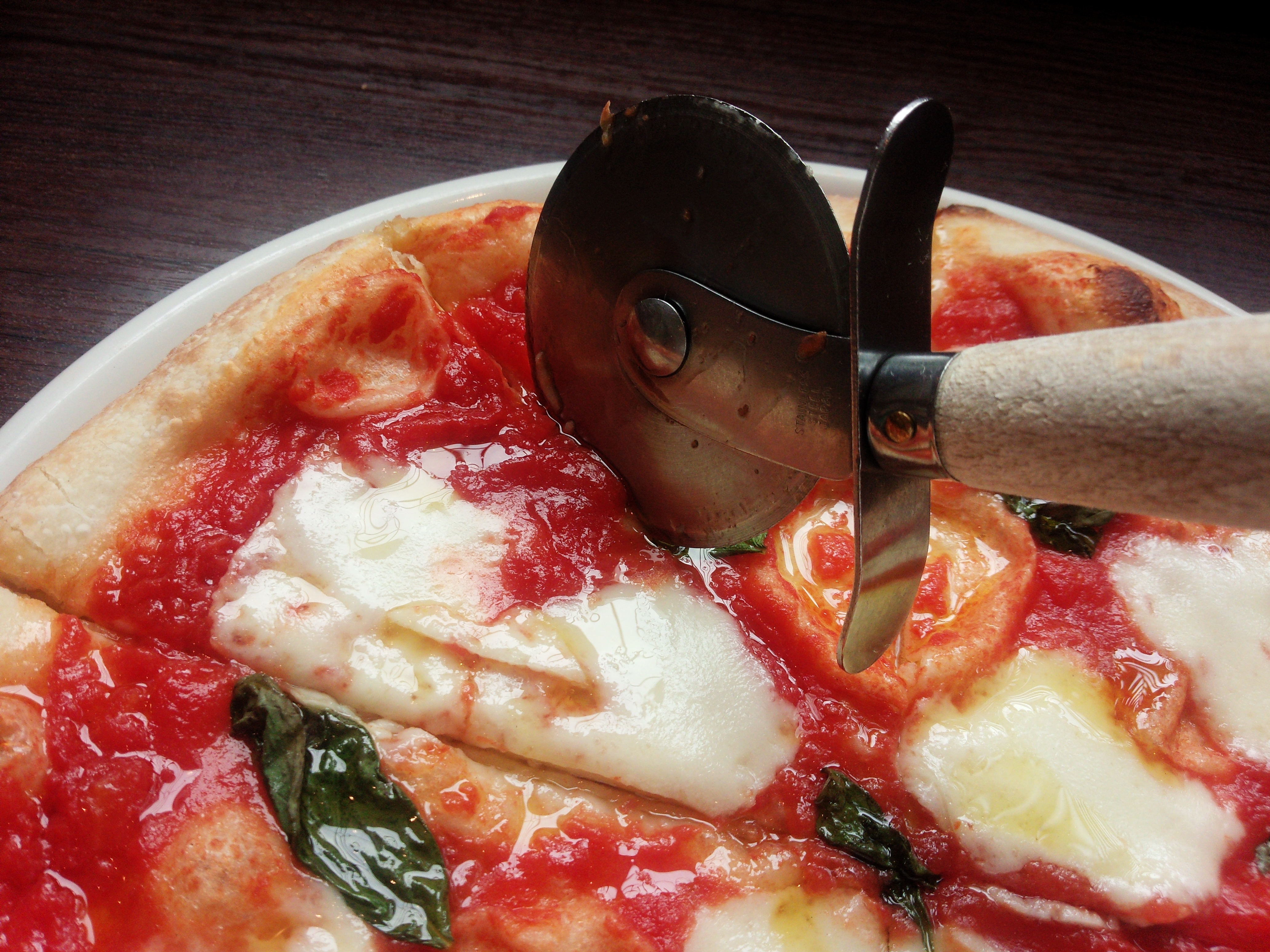
Een pizzasnijder en pizza

Een pizzasnijder of pizzawiel is een speciaal soort bestek in de vorm van een heft met daarop vastgemaakt een cirkelvormig mes om pizza's mee te snijden.
Het voordeel van het gebruiken van een pizzasnijder boven een mes, is de roterende wielbeweging. Hierdoor kan de pizza in één beweging door midden gesneden worden.